# Cellular Telecommunications and Internet Association
Die Cellular Telecommunications and Internet Association (CTIA) ist ein Wirtschaftsverband der US-amerikanischen Industrie für drahtlose Kommunikation, in der Netzbetreiber, Gerätehersteller und Entwickler mobiler Anwendungen und Inhaltsgestalter zusammengeschlossen sind. Die Organisation wurde 1984 in Washington, D.C. gegründet.

## Geschichte
Die CTIA wurde im Mai 1984 als Cellular Telecommunications Industry Association gegründet. Im Jahr 2000 fusionierte die CTIA mit dem Wireless Data Forum und wurde in Cellular Telecommunications and Internet Association umbenannt. Im Jahr 2004 wurde der Name CTIA – The Wireless Association geändert.
Von 1992 bis 2003 war Tom Wheeler Chief Executive Officer (CEO) der CTIA.  Nachdem er im November vom damaligen US-Präsidenten Barack Obama zum Präsidenten der Federal Communications Commission (FCC) ernannt worden war, übernahm Steve Largent das Amt des Präsidenten und CEO der CTIA. Seit Juni 2014 amtiert Meredith Attwell Baker als Präsidentin der CTIA.

## Aufgaben und Ziele
Zu den Aufgaben der CTIA gehört die Vertretung der Interessen der Wireless-Industrie in den Vereinigten Staaten. Die CTIA setzt sich für einen Abbau gesetzlicher Hürden ein, fördert den Ausbau der Netze, setzt sich für einen fairen Wettbewerb der Anbieter ein und zertifiziert Industriestandards.
Die CTIA organisierte in der Vergangenheit die Messen CTIA Wireless Show und MobileCON. Im Januar 2013 wurde verkündet, dass die beiden Messen durch die neue CTIA Super Mobility ersetzt werden würde, die im September 2014 erstmals stattfand. Schon im folgenden Jahr kamen mehr als 1.000 Aussteller und 30.000 Besucher. Im Juni 2016 verkündete die CTIA eine Partnerschaft mit der GSM Association und eine neue Messe mit dem Namen Mobile World Congress Americas.